# SETE Linhas Aéreas
SETE Linhas Aéreas Ltda. (Servicos de Especiais Transportes Executivos) là một hãng hàng không trong nước có trụ sở tại Goiânia, Brazil thành lập vào năm 1999. Hãng hoạt động trong một số thành phố ở các tiểu bang Brazil Goiás, Tocantins, Mato Grosso, Para và Amapá, và cũng ở quận Liên bang (Brasília).
Theo Cơ quan Hàng không dân dụng quốc gia của Brazil (ANAC) giữa tháng 1 và tháng 12 năm 2012 Sete chiếm 0,04% thị phần nội địa Brasil về hành khách-km bay. 
SETE Linhas Aéreas là hãng hàng không khu vực chính của cả miền Trung và Bắc Trung Bộ của Brazil.

## Fleet
Tại thời điểm tháng 12 năm 2014 đội tàu bay của Sete Linhas Aéreas gồm có các tàu bay sau: